# Aljakszandr Anatolevics Ramanykov
Aljakszandr Anatolevics Ramanykov (belaruszul: Аляксандр Анатолевіч Раманькоў, oroszul: Александр Анатольевич Романьков, Alekszandr Anatoljevics Romanykov) (Korszakov, 1953. november 7. –) szovjet színekben olimpiai és tízszeres világbajnok orosz tőrvívó, edző, sportvezető, aki aktív sportolói pályafutásának teljes időszakát a minszki Dinamónál töltötte.
Miután edzőként az 1990-es évek második felében visszatért Fehéroroszországba, megkapta annak állampolgárságát, és a belarusz vívóválogatott szövetségi kapitánya lett, majd 2006–2012 között a Belarusz Vívószövetség elnöke volt.
A 2008-as pekingi olimpia nyitóünnepségén ő vitte Fehéroroszország zászlaját a belarusz olimpiai küldöttség élén.